# Navi e poltrone
Navi e poltrone è un libro di Antonino Trizzino pubblicato da Longanesi nel 1952. Il libro cercava di spiegare le cause della pessima condotta italiana durante la seconda guerra mondiale, soprattutto per quanto riguardava il fronte del Mar Mediterraneo, accusando i vertici della Regia Marina di vigliaccheria, tradimento e intelligenza con il nemico.
In particolare venivano aspramente criticati Francesco Maugeri capo del Servizio informazioni segrete della Marina per intelligenza con il nemico, Gino Pavesi comandante della piazzaforte di Pantelleria, per la sua condotta passiva di fronte allo sbarco alleato sull'isola, Priamo Leonardi comandante della piazzaforte di Siracusa e Augusta, accusato di essersi arreso senza combattere, Bruno Brivonesi per non essere stato in grado di evitare, con una scorta di due incrociatori pesanti e 10 caccia, la distruzione di sette mercantili da parte di 2 caccia e 2 incrociatori leggeri britannici nella battaglia del convoglio Duisburg.

## La tesi del "tradimento"
Grazie a queste tesi controverse Trizzino divenne nel dopoguerra il «portabandiera» della tesi del tradimento della Marina trovando per questo ampi consensi tra gli ambienti neofascisti di cui Trizzino faceva parte. Con la retorica del tradimento, non suffragata da fonti o documenti, Trizzino tentò di dare una spiegazione alle principali disfatte durante la guerra nel Mediterraneo, dando inizio ad un processo di diffamazione degli alti comandi della Marina, che riempì le cronache in Italia a cavallo degli anni '50 e che gli costò un processo intentatogli dal ministro della Difesa Pacciardi e da diversi ammiragli nel 1953.
In primo grado Trizzino fu condannato a due anni e quattro mesi di reclusione per vilipendio della forza armata e diffamazione continuata nei confronti degli ammiragli Bruno Brivonesi, Gino Pavesi e Priamo Leonardi. L'anno successivo, in appello Trizzino venne assolto dalla sola accusa di vilipendio perché gli venne riconosciuta la buona fede nell'esposizione delle sue tesi, ma ciò non fece altro che consolidare la leggenda del tradimento.

## Il ruolo di ULTRA e la smentita del "tradimento"
Trattandosi di fatti tragici e sconvolgenti, la tesi del "tradimento" di Trizzino trovò terreno fertile nell'opinione pubblica sia per motivi ideologici (trovò diversi sostenitori negli ambienti neofascisti impegnati nell'evidenziare colpe esterne al regime) sia perché i dubbi e le perplessità riguardanti i tragici fatti erano alimentati da una cronica mancanza di notizie, documenti e informazioni ancora chiuse negli archivi o addirittura scomparse. 
Questa critica negativa, secondo lo storico Giorgio Giorgerini, non ha portato ad una corretta analisi degli eventi e ad un equilibrato giudizio sulla condotta delle operazioni navali nel Mediterraneo, ma servì solo a spargere nell'opinione pubblica «un'idea sfavorevole e non obiettiva di ciò che aveva fatto la Marina italiana in guerra» (idea che venne amplificata e distorta anche dai mass media grazie all'eccessivo clamore dato alle vicende giudiziarie di Trizzino), che ancora oggi è difficile da eliminare, pur in presenza di nuove ricerche storiografiche ormai note da decenni che smentiscono inequivocabilmente la tesi del tradimento. Dagli anni Settanta la progressiva apertura degli archivi italiani e stranieri e l'interesse degli storici nella ricerca di una valutazione storica sempre più equilibrata scevra dalle "passioni" del dopoguerra, diede un nuovo impulso alla storiografia. 
Lo storico Alberto Santoni grazie alla ricerca d'archivio e al suo studio sui sistemi di intercettazione nella seconda guerra mondiale, permise di rivedere dinamiche, eventi, risultati e relativi giudizi. Nel suo Il vero traditore, Santoni smentisce la tesi di presunti traditori nei ranghi della Regia Marina e rivela all'opinione pubblica che i britannici fin dai primi mesi della guerra utilizzavano la macchina Ultra per decrittare i messaggi segreti e le comunicazioni tedesche e italiane inviate con il sistema tedesco Enigma, su cui i comandi dell'Asse avevano assoluta fiducia, mettendo così in luce anche la debolezza dei sistemi crittografici italiani ritenuti fino a quell'epoca inviolabili.
In questo modo le unità navali nemiche venivano a conoscenza in anticipo degli ordini e delle intenzioni della flotta italiana, traendo così vantaggio determinante sull'esito del conflitto, vantaggio che veniva peraltro ben tenuto nascosto dai britannici con l'utilizzo di mascheramenti tesi a far credere nella casualità, come la comparsa di ricognitori in luoghi precisi e in momenti adatti. Dopo la vittoriosa battaglia di Capo Matapan nel 1941 lo stesso ammiraglio Andrew Cunningham inviò un messaggio di congratulazioni a Alfred Dillwyn "Dilly" Knox, il capo crittografo a Bletchley Park, e al suo staff.
Agli studi di Santoni seguirono le pubblicazioni di Riccardo Nassigh Guerra negli Abissi e Operazione Mezzo Agosto, di Giorgerini La battaglia dei convogli in Mediterraneo e il libro scritto in collaborazione tra Santoni e Francesco Mattesini La partecipazione tedesca alla guerra aeronavale nel Mediterraneo del 1980. Questi volumi hanno quindi dato nuovo impulso allo studio critico della guerra marittima e aperto la strada a valutazioni più obiettive e spassionate della storiografia navale italiana, screditando definitivamente le varie ipotesi di tradimento supposte da Trizzino.
Inoltre fin dall'inizio della guerra gli stati maggiori e i vertici del partito erano a conoscenza del fatto che l'arma marittima italiana era impreparata ad un conflitto ad alta intensità, e tuttalpiù avrebbe potuto condurre una guerra in appoggio ad una grande potenza marittima, per cui secondo Giorgio Bocca le conclusioni di Trizzino non furono altro che semplificazioni banali e calunniose dei problemi di fondo della Marina italiana durante il conflitto. Sempre secondo Bocca, la marina combatté al meglio delle proprie possibilità, sacrificandosi e rimanendo fedele alla nazione e ai suoi doveri, «e se fino all'ultimo le resterà quel complesso d'inferiorità e ammirazione per quella inglese, è perché possiede una coscienza professionale migliore, perché, tutto sommato, conosce i suoi limiti».

## Edizioni
- Antonino Trizzino, Navi e poltrone, Longanesi, Milano 1952
- Antonino Trizzino; Navi e poltrone, seguito dalla sentenza di assoluzione della Corte d'Appello di Milano, L. Longanesi e C., Milano 1955